# Morgan Frost
Morgan Frost, född 14 maj 1999, är en kanadensisk professionell ishockeyforward som spelar för Calgary Flames i NHL.
Han har tidigare spelat för Philadelphia Flyers i NHL, Lehigh Valley Phantoms i AHL samt Sault Ste. Marie Greyhounds i OHL.
Frost draftades av Philadelphia Flyers i första rundan i 2017 års draft som 27:e spelare totalt.

## Statistik
| 2014–2015  | Barrie Jr. Colts            | ETA        | 32  | 30  | 25  | 55  | 34  | —  | —  | —  | —  | —  |
| 2015–2016  | Sault Ste. Marie Greyhounds | OHL        | 65  | 7   | 20  | 27  | 12  | 12 | 1  | 2  | 3  | 0  |
| 2016–2017  | Sault Ste. Marie Greyhounds | OHL        | 67  | 20  | 42  | 62  | 36  | 11 | 2  | 6  | 8  | 4  |
| 2017–2018  | Sault Ste. Marie Greyhounds | OHL        | 67  | 42  | 70  | 112 | 56  | 24 | 10 | 19 | 29 | 26 |
| 2018–2019  | Sault Ste. Marie Greyhounds | OHL        | 58  | 37  | 72  | 109 | 45  | 11 | 7  | 11 | 18 | 4  |
| 2019–2020  | Philadelphia Flyers         | NHL        | 1   | 1   | 0   | 1   | 0   | —  | —  | —  | —  | —  |
|            | Lehigh Valley Phantoms      | AHL        | 16  | 5   | 7   | 12  | 6   | —  | —  | —  | —  | —  |
| NHL totalt | NHL totalt                  | NHL totalt | 1   | 1   | 0   | 1   | 0   | —  | —  | —  | —  | —  |
| OHL totalt | OHL totalt                  | OHL totalt | 257 | 106 | 204 | 310 | 149 | 58 | 20 | 38 | 58 | 34 |

### Internationellt
| Källa: Uppdaterad: 2019-11-20 | Källa: Uppdaterad: 2019-11-20 | Källa: Uppdaterad: 2019-11-20 |         | Utv = Utvisningsminuter | Utv = Utvisningsminuter | Utv = Utvisningsminuter | Utv = Utvisningsminuter | Utv = Utvisningsminuter |
| År                            | Lag                           | Mästerskap                    | Matcher | Mål                     | Assists                 | Poäng                   | Utv                     |                         |
| ----------------------------- | ----------------------------- | ----------------------------- | ------- | ----------------------- | ----------------------- | ----------------------- | ----------------------- | ----------------------- |
| 2019                          | Kanada                        | JVM                           | 5       | 4                       | 4                       | 8                       | 12                      |                         |
| Junior totalt                 | Junior totalt                 | Junior totalt                 | 5       | 4                       | 4                       | 8                       | 12                      |                         |